# Equilibrium (Crowbar)
Equilibrium è il sesto album in studio del gruppo musicale sludge metal Crowbar, pubblicato il 7 marzo 2000.

## Tracce
1. I Feel the Burning Sun – 3:37
2. Equilibrium – 4:41
3. Glass Full of Liquid Pain – 3:28
4. Command of Myself – 3:16
5. Down into the Rotting Earth – 4:03
6. To Touch the Hand of God – 5:07
7. Uncovering – 4:21
8. Buried Once Again – 4:05
9. Things You Can't Understand – 3:29
10. Euphoria Minus One – 3:25
11. Dream Weaver (cover di Gary Wright) – 5:53

## Formazione
- Kirk Windstein - voce e chitarra
- Sammy Pierre Duet - chitarra
- Todd Strange - basso
- Sid Montz - batteria